# St. Michael (Stockheim)
St. Michael ist eine katholische Pfarrkirche im schwäbischen Stockheim, einem Ortsteil der Stadt Bad Wörishofen. Die Kirche im Dekanat Mindelheim der Diözese Augsburg feiert ihr Patrozinium am 29. September.

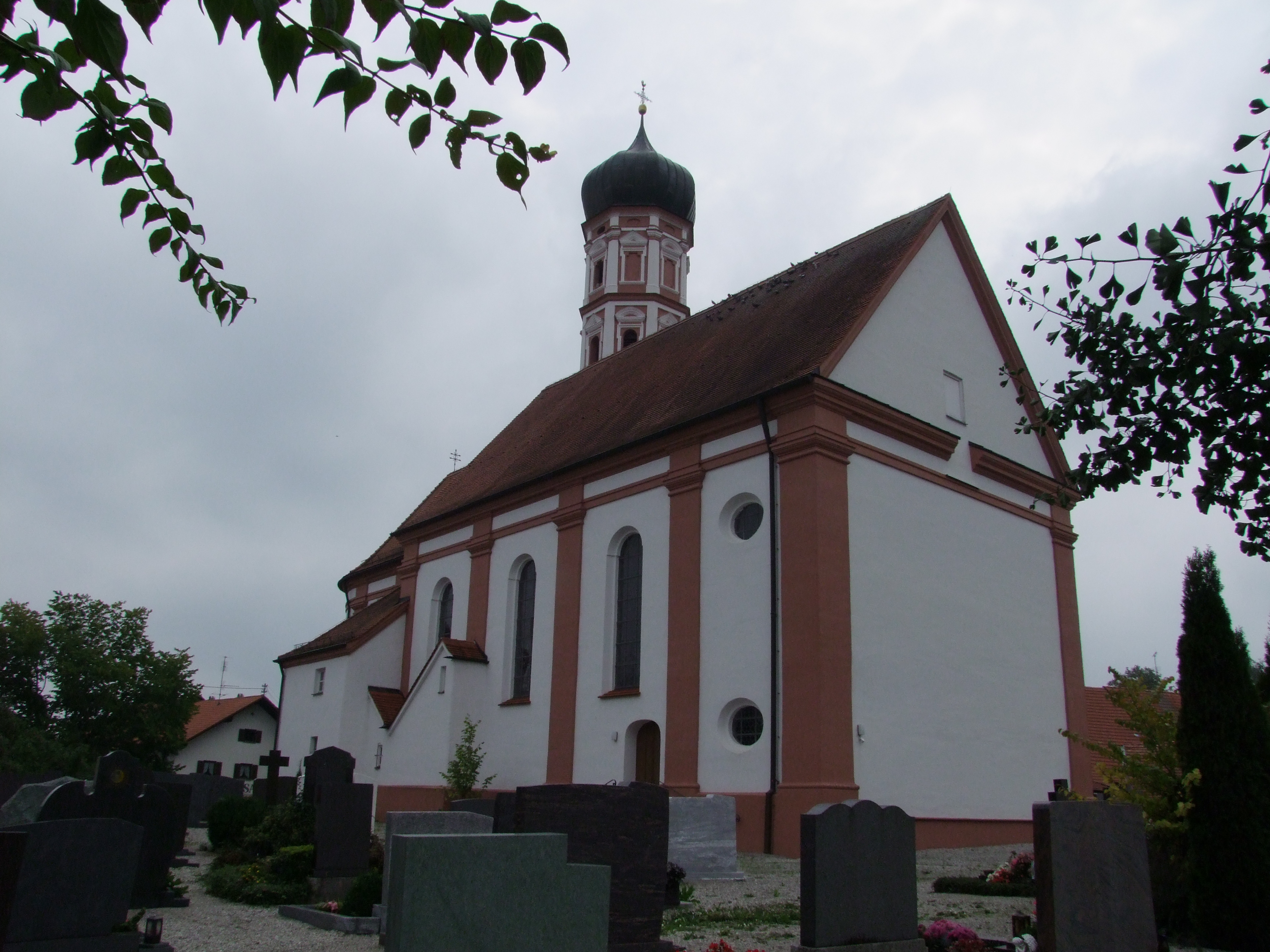
Kirche St. Michael in Stockheim

## Lage
Die geostete Kirche befindet sich westlich des Ortes an der Hauptkreuzung. Umgeben ist sie vom kirchlichen Friedhof, der 1954 nach Osten erweitert wurde.

## Geschichte
Die Kirche gehörte früher zum Kloster Steingaden. Ritter Johann von Löwenthal stiftete 1245 einen Jahrtag. Das untere Teil des Turmes stammt noch aus dem 15. Jahrhundert. Nachdem die alte Kirche 1694 baufällig geworden war, ließ angeblich Herzog Maximilian Philipp von Bayern  von seinem Baumeister Echter Pläne für einen Neubau anfertigen. Das Turmoktogon erbauten die Baumeister Thomas Natterer und Georg Miller aus Mindelheim. Der Neubau des Langhauses und des Chors wurde 1701 ausgeführt, nachdem 1700 ein Konsens zum Neubau erzielt worden war. Der Bau enthält typische Stilelemente von Thomas Natterer, der in der Umgebung mehrere Kirchen baute. Am 28. April 1701 war die Grundsteinlegung, belegt durch einen Inschriftenstein neben dem Eingang. Die Weihe der Kirche durch den Weihbischof Johannes Eustache Egolf von Westernach fand am 19. Januar 1704 statt. Von ihm befindet sich an der Westwand des Chores ein Gemälde. Der Innenausbau zog sich noch über mehrere Jahre hin. Die Gemälde an der Empore stammen aus dem Jahre 1717, das Kirchengestühl wurde 1719 angefertigt. Der Apostelzyklus wurde 1721 gekauft. Die Kanzel sowie die Seitenaltäre sind aus dem dritten Viertel des 18. Jahrhunderts. Im späten 18. Jahrhundert wurde eine neue Decke eingezogen, das Fresko ist mit 1793 datiert. Der Hochaltar wurde 1825 angeschafft. Renovierungen fanden 1870, 1922 bis 1923 statt, außen wurde die Kirche 1952 und 2016 renoviert.

## Baubeschreibung
Der Chor ist eingezogen und besitzt zwei Joche mit Kreuzgratgewölbe und einen halbrunden Schluss mit einer Dreikappenwölbung. Der Chorboden ist gegenüber dem Langhaus um zwei Stufen, das Ostjoch um weitere zwei Stufen erhöht. Der Chorbogen ist rundbogig. Das Langhaus mit vier Achsen besitzt eine Flachdecke über hohen Vouten an den Längsseiten. Die Wandgliederung wird durch toskanische Pilaster mit dreiteiligen Gebälkstücken erreicht. Diese sind im Langhaus gestaffelt, im Chorschlussansatz kurz unterhalb der Kapitelle abgeschnitten. Die Chorbogenlaibung hat im Osten einen gestaffelten, in den Langhausecken halbe gestaffelte Pilaster. Die Fenster sind eingezogen und rundbogig. Im Chorscheitel und im Chorwestjoch befindet sich kein Fenster, dafür sind dort stichbogige Türen zum Turm und zur Sakristei, die 1793 neu gestaltet wurden. Das Türblatt trägt oben einen gemalten Lorbeerkranz und eine Girlande mit Feldern. Der Türstock ist mit Schnitzdekor aus Flechtband, Eck- und Scheitelsteinen und mit Rosetten geschmückt. Über der Sakristeitüre befindet sich ein breit korbbogiges Oratoriumsfenster. Es ist durch ein durchbrochenes, aus Holz geschnitztes Brüstungsgitter mit einem Jesus- und Marienmonogramm aus dem Anfang des 18. Jahrhunderts geschlossen. In der dritten Achse des Langhauses befinden sich beiderseits Stichbogentüren. Die südliche ist eine Kopie der alten Tür und mit 1719 bezeichnet. Sie besitzt ein geohrtes Feld unter einem Schweifgiebel sowie die alten Beschläge.
Die beiden übereinanderliegenden Holzemporen in der Westachse besitzen an den Brüstungen gewundene ionische Pilasterpaare und breite Felder mit eingelassenen, mit 1717 bezeichneten Ölbildern. Die untere steht auf zwei hölzernen Balustersäulen, die obere springt weiter vor. Die Unterseiten der Emporen sind gefeldert und besitzen gemalte Rosetten. Das Geländer an den Emporenaufgängen hat Drechselstäbe. An den Seiten sind unter der ersten und auf Höhe der zweiten Empore Querovalfenster in die Seitenwände eingelassen.

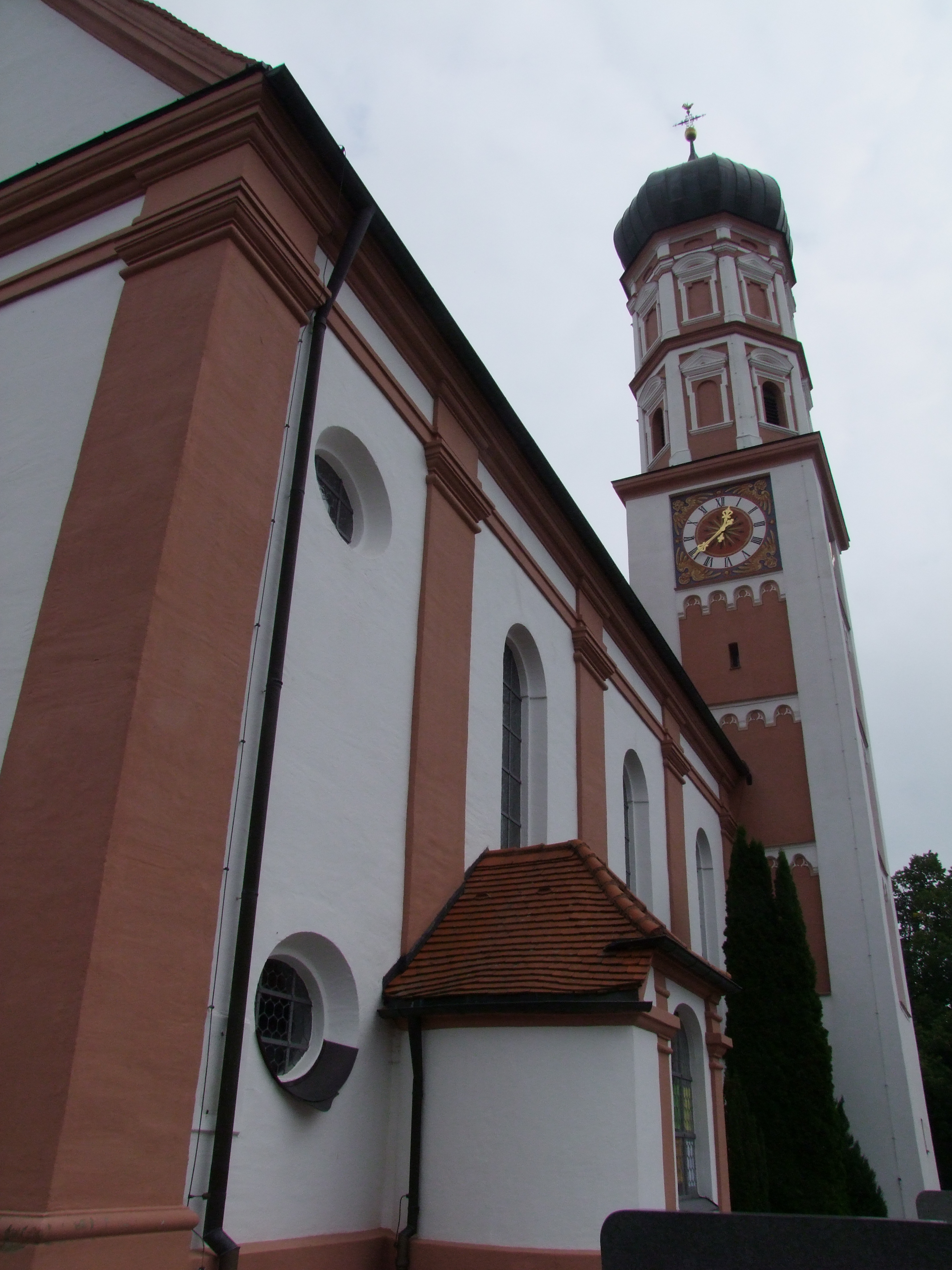
Südseite

Das Äußere ist durch breite toskanische Pilaster mit dreiteiligem Gebälk achsenweise gegliedert. Über dem Gebälk befindet sich in der oberen Hälfte des Kranzgesimses eine Verkröpfung. An den Westecken stoßen die Pilaster zusammen. Das Gebälk ist unter dem Westgiebel durchgeführt, lediglich der Architrav ist unterhalb der rechteckigen Speicheröffnung unterbrochen. Die Giebelschrägen sind profiliert. Der Nordeingang besitzt außen einen Korbbogen. Im Chorscheitel befindet sich ein Blendfenster mit einer Kreuzigungsszene aus hölzernen Figuren.
Der fünfgeschossige Turm steht im südlichen Winkel von Chor und Langhaus und besitzt einen Unterbau mit quadratischem Grundriss aus dem 15. Jahrhundert. Das Kreuzrippengewölbe im Erdgeschoss hat spitze Kappen und Eckkonsolen. Die Rippen sind gekehlt, in großen spitzbogigen Blenden im Süden und Osten befinden sich kleine Rechteckfenster mit schrägen, unten abgestuften Gewänden. Die oberen vier Geschosse sind durch Rundbogenfriese gegliedert. Über dem zweiten Geschoss befindet sich hingegen ein Kleeblattbogenfries. Das oberste Geschoss besitzt anstatt des Frieses große, quadratische Zifferblätter und ein barockes Karniesgesims. Das Oberteil aus dem Jahre 1695 ist als Hexagon gestaltet und hat zwei Geschosse, von denen das untere große Rechteckblenden mit Rundbogenöffnungen in geohrter, profilierter Rahmung besitzt. Diese sind auf den Hauptseiten mit Dreiecksgiebeln und auf den Diagonalseiten mit Segmentgiebeln besetzt. Im Fries des verkröpften Gebälkes befinden sich Querovalöffnungen, das Kranzgesims ist unverkröpft. Bekrönt ist der Turm mit einer blechgedeckten Zwiebelhaube.
Die um 1701 erbaute Sakristei, ein zweigeschossiger Bau mit kleinen Rechteckfenstern unter einem Stichbogensturz, schließt sich südlich an den Chor an. Sie besitzt ein Karniesgesims und ein Viertel-Walmdach. Im Osten befindet sich eine neuere Tür. Innen hat sie eine flache Decke, am Treppenaufgang zum zweiten Stock, dem Oratorium, befinden sich gedrechselte Stäbe. Das Vorzeichen vor dem Südeingang, ebenfalls um 1701 erbaut, besitzt Korbbogenarkaden, toskanische Eckpilaster mit Gebälkstücken und ein Walmdach. Im Westen ist die Wand geschlossen. Dort befindet sich ein apsidialer Anbau mit Profilgesims und einer gegen Westen rundbogig geöffneten Ölbergnische.
Der Dachstuhl über dem Chor stammt aus der Bauzeit und ist in Rötel mit 1701 bezeichnet. Er besteht aus einem Kehlbalkendach mit doppelt stehendem Stuhl und angeblatteten Kopfbügen. Das Langhaus besitzt ein Kehlbalkendach aus der Zeit um 1793 mit einem liegenden Stuhl, angeblatteten Kopfbügen und doppelten Hängesäulen. An der südlichen Langhausaußenwand ist rechts vom Eingang ein eingemauerter Tuffsteinblock wohl der Grundstein mit der Inschrift FESTO VITALIS / AEDIFVNDATIO / TALIS DEN 28. APR. 1701.

## Ausstattung

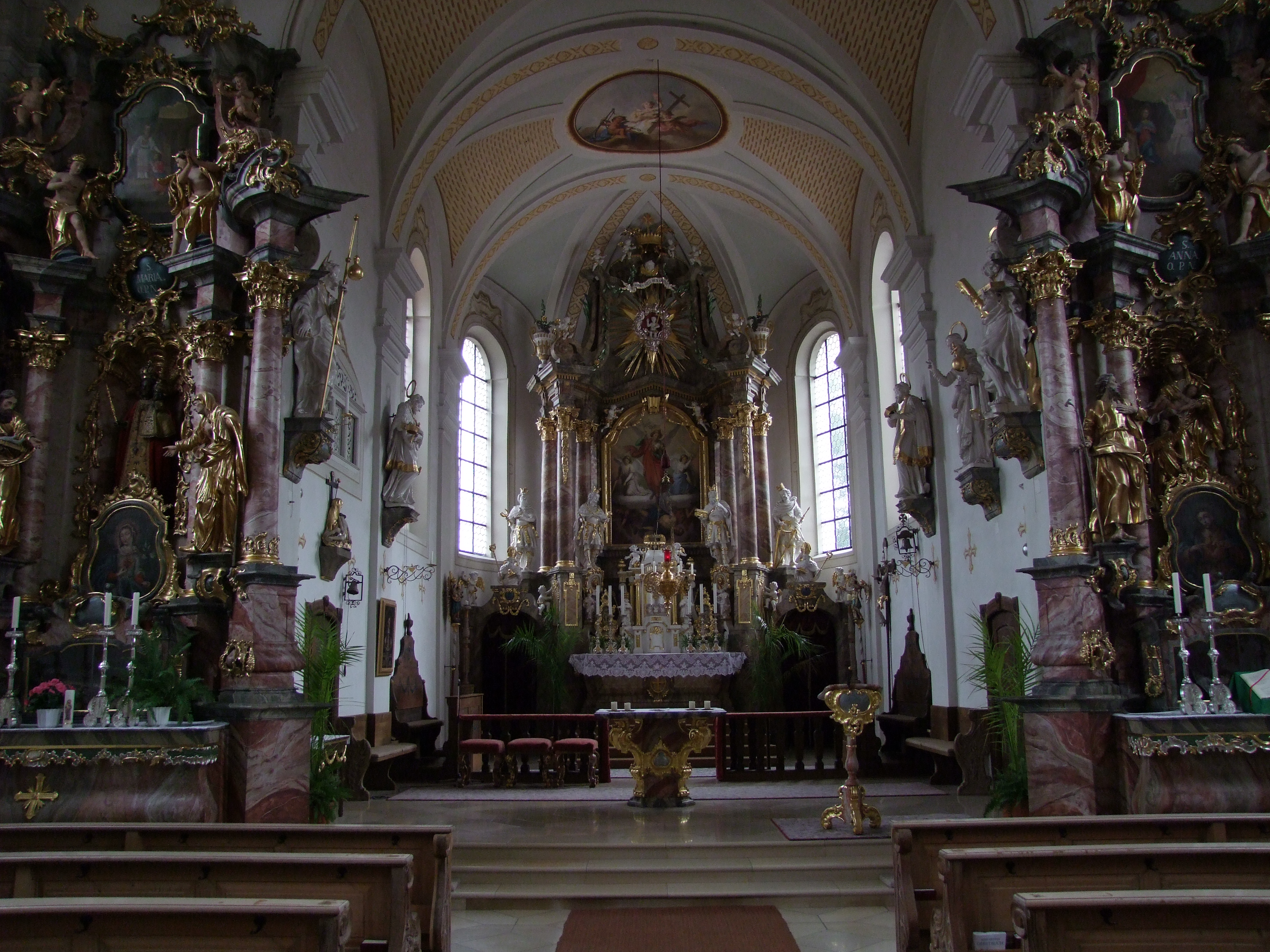
Das Innenansicht

Die Kirche besitzt eine reiche Ausstattung vom Anfang des 16. Jahrhunderts bis zur Gegenwart.
Der Taufstein in einer Nische gegenüber der Kanzel wurde gegen Ende des 18. Jahrhunderts gefertigt. Das konsolenartig vorkragende, halbkugelige hölzerne Becken davor hat klassizistisches Dekor und enthält eine kleine, weiß und golden gefasste Figurengruppe der Taufe Christi. Darüber befindet sich eine Taube als Symbol des Heiligen Geistes. Die Glasgemälde im Chor sind mit 1896 bezeichnet. Der Fußboden im Langhaus besteht aus Solnhofener Platten, verlegt im 18. Jahrhundert im Rosenspitzmuster. Die Bodenplatten im Chor stammen vom Ende des 19. Jahrhunderts. Eine Kommode in der Sakristei aus der Zeit um 1800 ist flach geschweift und besitzt einen schließenden Aufsatz mit einem kleinen Kruzifix.
Ein zweitüriger Schrank mit geohrten Feldern im Oratorium stammt vom Anfang, ein weiterer mit Lisenen und Falttüren aus der Mitte des 18. Jahrhunderts. Der schlichte dritte, zweitürig und gefeldert, wurde ebenfalls im 18. Jahrhundert gefertigt. Die Bruderschaftsstangen aus dem 18. und 19. Jahrhundert haben ein gewundenes Oberteil mit Blechkreuzen in Strahlenglorien.

### Altäre

#### Hochaltar

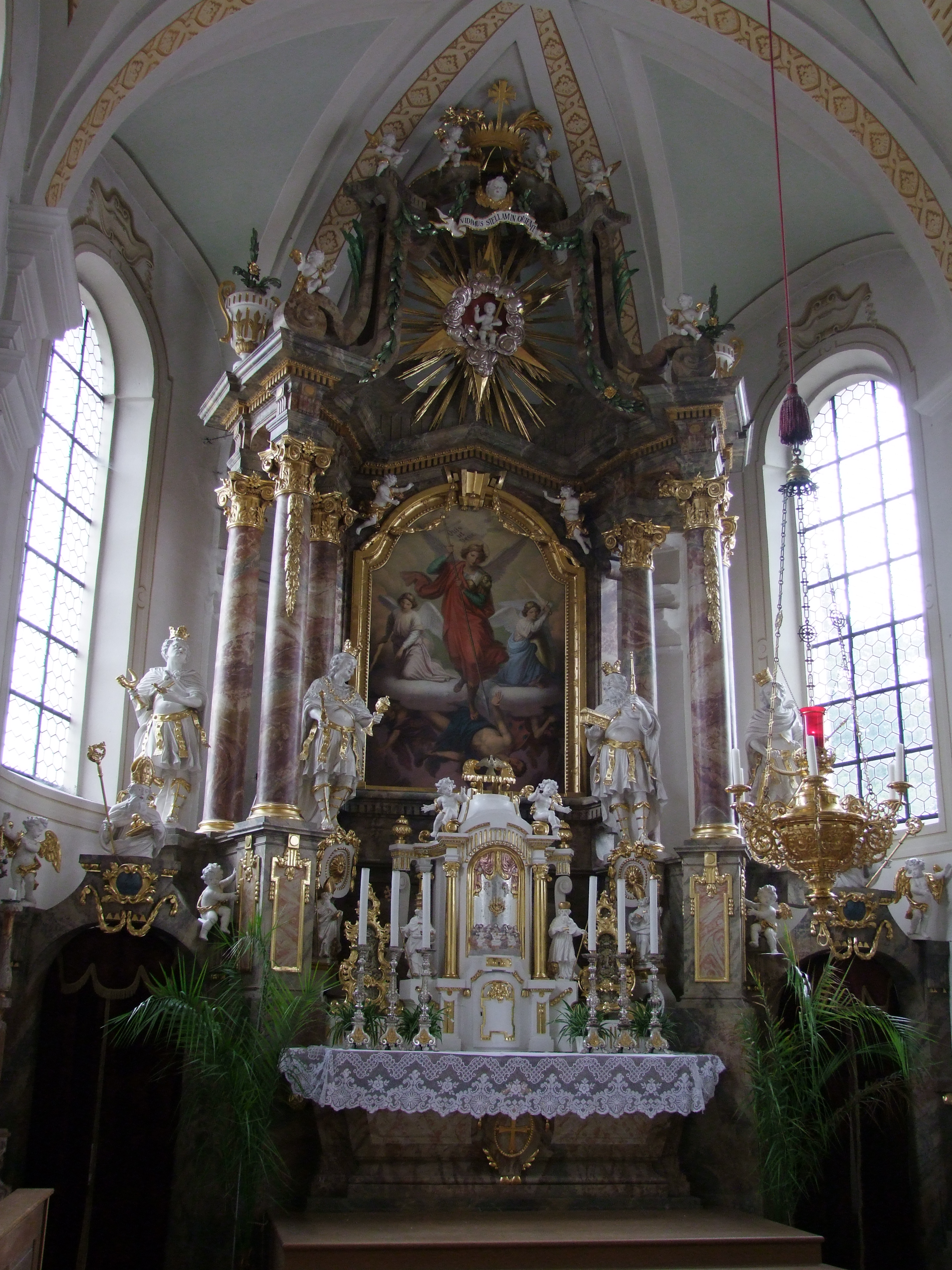
Hochaltar

Der Hochaltar wurde für etwa 490 Gulden von Johann Haile aus Friedberg gebaut. Die Fassung brachten Martin Fröhlich und sein Sohn Clemens Fröhlich aus Buchloe für etwa 800 Gulden ein Jahr später an. Er besitzt frühklassizistische Formen und besteht aus Holz, welches in braunen und olivgrünen Tönen marmoriert gefasst und mit vergoldetem Dekor verziert wurde. Links am Sockel befindet sich die Inschrift Villenbesitzer German Satzger stiftete die Restaurationskosten dieses Altares 1922. Der gemauerte Stipes ist sarkophagförmig mit weiß und golden gefasstem Holz verkleidet. Der Tabernakel ist viersäulig und zylindrisch. An der Rundbogentür befindet sich in der Nische ein Relief des Abendmahls, auf der Kuppel ein Lamm Gottes auf einem Buch mit den sieben Siegeln, flankiert von Putten. Gefasste Holzstatuen der vier Kirchenväter zu beiden Seiten stammen aus der Mitte des 18. Jahrhunderts, ebenso wie vier Reliquienpyramiden. Zwei von ihnen haben geschnitzte Akanthus-, die beiden anderen geschnitzte Rocaillerahmen.
Der Aufbau ist konkav und sechssäulig und schließt mit einer Sockelzone den Stipes mit ein. Das Altarbild zeigt den Engelssturz und wurde 1888 von Max Bentele aus Lindenberg gemalt. Der Rahmen aus dem Jahre 1825 ist vergoldet, oben geschweift und mit einer Girlande behängt.

#### Seitenaltäre
Die beiden Seitenaltäre stammen aus dem dritten Viertel des 18. Jahrhunderts. Sie könnten von Nikolaus Fickler aus Dösingen angefertigt worden sein und stellen prächtige Rokoko-Arbeiten dar. Das Holz ist rotbraun und olivgrün gefasst und mit vergoldetem Rocailledekor bestückt. Der Stipes ist unten etwas eingebaucht, in der Predella befindet sich je ein geschweifter Reliquienschrein. Im nördlichen Altar befindet sich in diesem Schrein der in einer Klosterarbeit gefasste Leib des heiligen Justus, im südlichen ist eine liegende Holzfigur des heiligen Johannes Nepomuk in einer erneuerten Stoffkleidung. Über den Reliquienschreinen befindet sich jeweils ein kartuschenförmig gerahmtes Ölbild. Das nördliche zeigt das Herz Mariä, das südliche das Herz Jesu. Der Aufbau ist viersäulig und konkav. Die Außensäulen sind höher als die Innensäulen, die dieselbe Höhe wie die Pilaster besitzen. Die Gebälkstücke sind mit Rocaillen besetzt. Über dem Gebälk der Innensäulen sind bewegte Engel zu sehen. Zwischen den Säulen befinden sich auf Konsolen Holzfiguren. Am nördlichen Altar sind die Eltern Marias, Joachim und Anna zu sehen, am südlichen Josef und Sebastian. in der Mitte befindet sich eine von Rocaillen gerahmte Muschelnische, in denen je eine Figur steht. Im nördlichen Altar ist eine heilige Anna Selbdritt aus dem dritten Viertel des 18. Jahrhunderts, im südlichen eine neugotische Muttergottes zu sehen. Der Altarauszug wird von Voluten mit Putten begrenzt. In ihm befinden sich geschweifte Ölbilder, die wohl aus der ersten Hälfte des 19. Jahrhunderts stammen. Im nördlichen ist Mariä Opferung, im südlichen Mariä Verkündigung zu sehen.

### Fresken

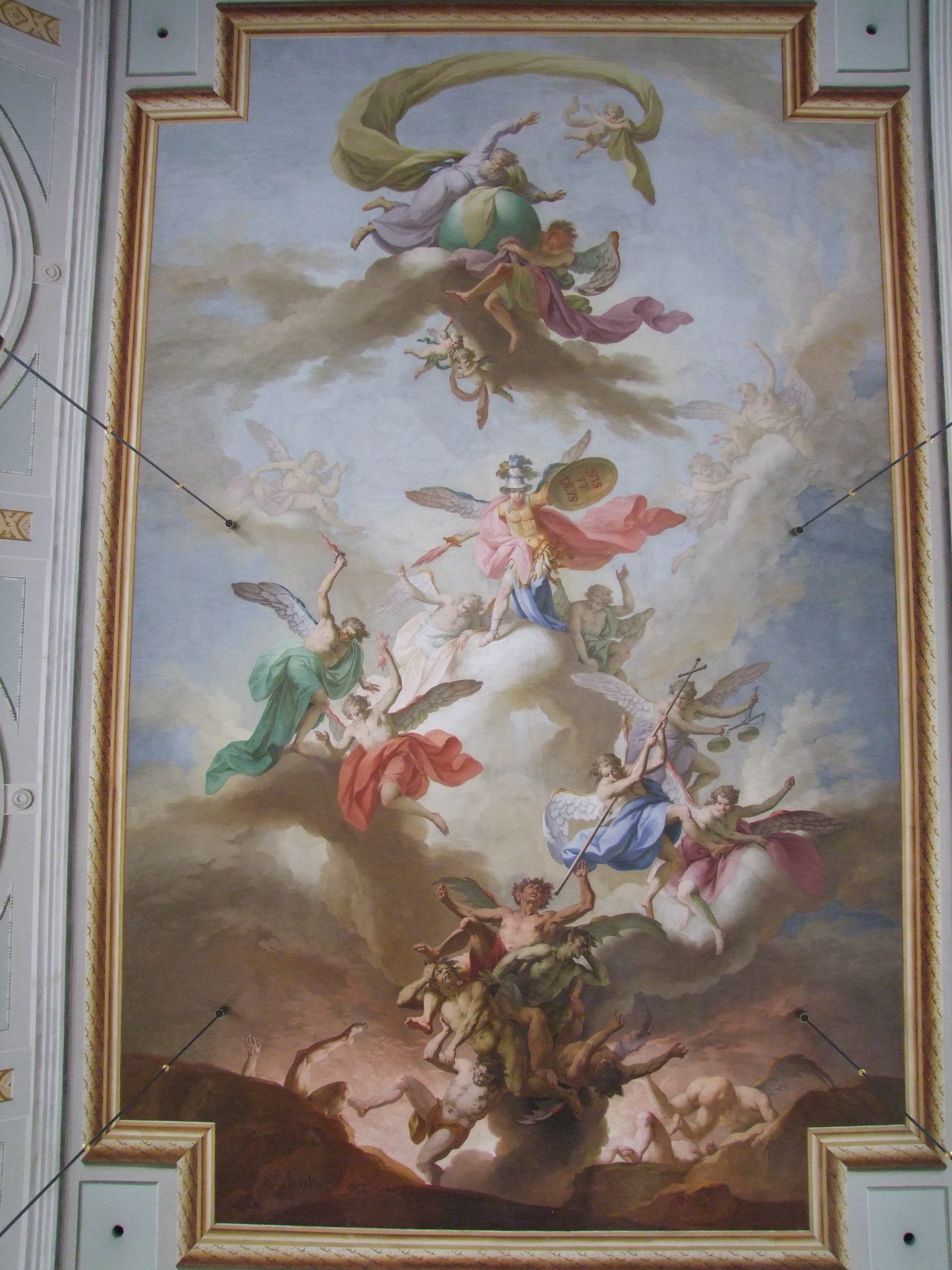
Deckenfresko

Die Fresken der Kirche stammen von Johann Joseph Anton Huber aus Augsburg aus dem Jahre 1793. Im Chor-Ostjoch befinden sich in einem Kreisfeld drei Putten auf einer Wolkenlandschaft mit den Attributen von Glaube, Hoffnung und Liebe. Im Langhaus nimmt das Deckenfresko fast die gesamte Decke ein und ist stilistisch bereits dem frühen Klassizismus zuzuordnen. Die zentrale Figur des Erzengels Michael trägt eine Rüstung. Der mit bunten Federn geschmückte Helm hat kein Visier. In der Rechten hält Michael ein Flammenschwert, die erhobene Linke hält ein Schild mit der Inschrift QVIS VT DEVS. Über dem Erzengel ist auf einer Wolke Gottvater zu sehen, der auf einer Kugel liegt. Unter dem Erzengel Michael sind kämpfende Engel dargestellt, von denen zwei seine Attribute, die Waage und einen langen Kreuzstab tragen. Den unteren Rand des Freskos, das mit den ligierten Initialen JHuber 1793 bezeichnet ist, bilden die gefallenen Engel. Um beide Fresken sind goldgelbe Profilrahmen angebracht. Weitere Fresken der Kirche gruppieren sich auf die restlichen Deckenflächen in Chor und Langhaus. Sie sind schlichte klassizistische Dekorationsmalerei in Grün und Ockergelb. Im Chor befindet sich in den Querkappen sowie an den Gurten der Chorlaibung gelbe Brokatmalerei, die Längs- und Chorschlusskappen sind grün getönt.
Um die Fenster befinden sich gemalte Profilrahmungen und über den Scheiteln dekorative Aufsätze. Im zweiten Langhausjoch von Osten sind zusätzlich Putten gemalt. Die Apostelkreuze an den Wänden sind ockergelb. An die Stelle des linken Pilasters am Apsisansatz im Chor tritt eine Rundbogennische mit einer gemalten dekorativen Umrahmung.

### Emporengemälde

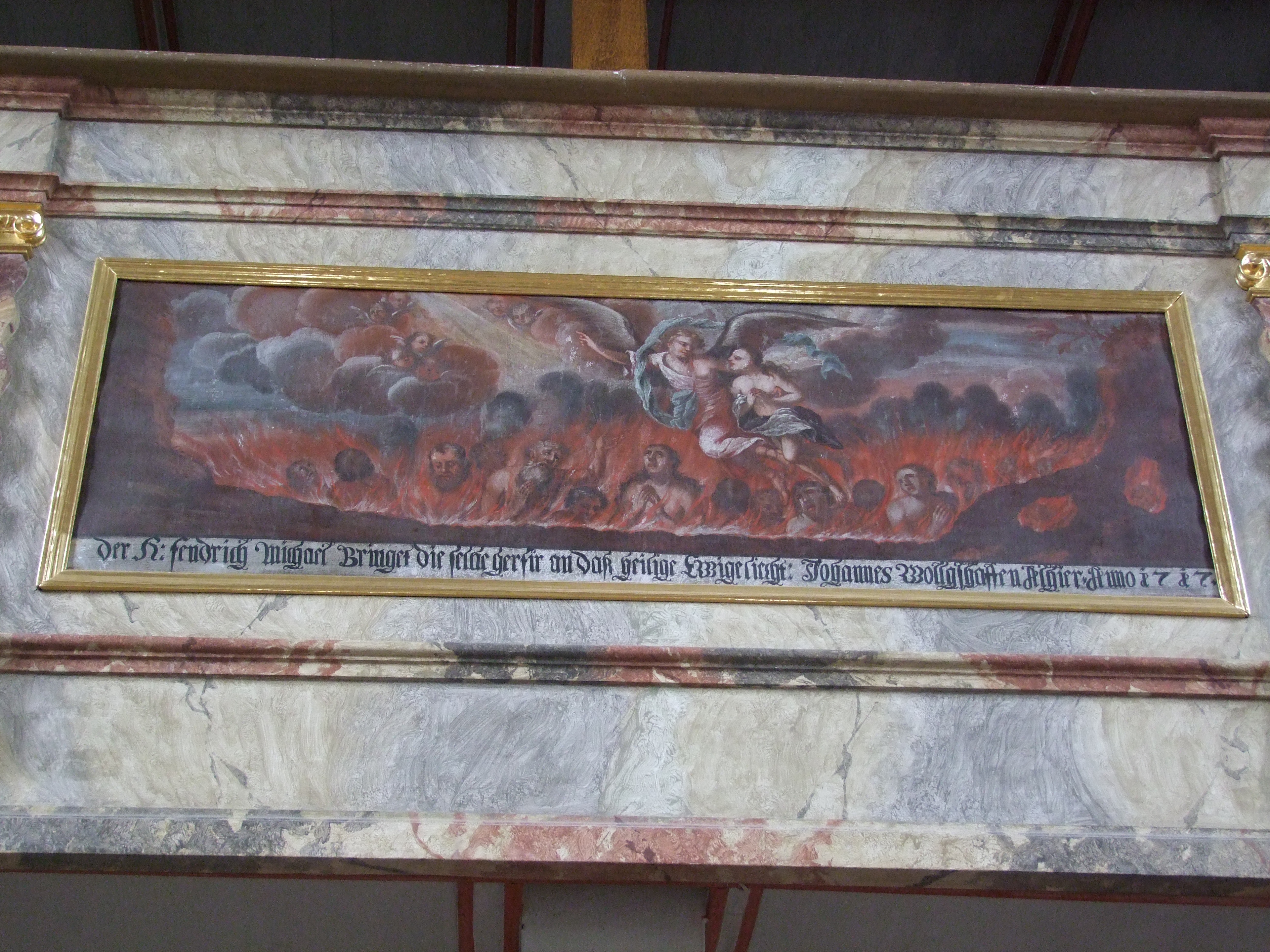
Emporengemälde

Die jeweils fünf Gemälde an den Emporenbrüstungen in Öl auf Leinwand wurden 1717 geschaffen und tragen alle Inschriften.
Die untere Brüstung zeigt ganz links den heiligen Michael, wie er mit Blitzen Belagerer in die Flucht schlägt. Gestiftet wurde das Bild von dem Müller von Stockheim, Johannes Spöttel. Die Inschrift lautet Und der Engel deß Herren Verfoget sie. Johannes spöttel Miller Alhier 1717. Das zweite, von Caspar Brecheisen gestiftete Bild, zeigt Michael, wie er den Teufel von einer kranken Frau vertreibt und trägt die Inschrift H. Ertzengel Michael Beshitze Unß Im streitt. Caspar Brecheisen Alhier. Anno 1717. Wie Michael eine arme Seele emporträgt, zeigt das nächste, von Johannes Wollgshassen gestiftete Bild mit der Inschrift Der H. fendrich Michael Bringet die selche herfir an daß heilige Ewige Liecht. Johannes Wollighassen Alhier. Anno 1717. Ein Kind zum Himmel führend wird der Erzengel Michael im nächsten Bild dargestellt. Dort hält eine Engelsgruppe den LIBER VITAE, gestiftet wurde es von Lorentz Fischer und trägt die Inschrift Der H. Erz Engel Michael. Ein Bottshaffter gotteß fir die gerechte seelen. Lorentz fisher Alhier. Anno 1717. Das rechte Bild der unteren Empore zeigt im linken Teil den Erzengel am Bett eines älteren Mannes mit einem Schwert in der Brust. Die Mitte wird im oberen Teil von einer Wolkendarstellung mit Putten und Gottvater eingenommen. Im rechten Teil des Bildes führt der Erzengel eine Frau in den Himmel. Gestiftet wurde es von dem Ehepaar Jacob und Anna Ambossin von Weicht. Es trägt die Inschrift Dißer ist der H. Ertzt Engel Michael dessen firbitt In den himel Bringet. Jacob v. Anna Ambossin von Weicht. Anno 1717.
Die obere Brüstung beginnt ganz links mit der Darstellung, wie der Erzengel den Erdenbürgern zur Hilfe eilt. Die Inschrift lautet Der H. Ertzt Engel Michael kombt dem Volkh gottes zu hilff. S. A. A. M. Fr. ANNO 1717. Das zweite Bild zeigt Jesus in der Einöde mit der Inschrift Die Engel Tratten her zu Und dienetten Ihm. K. d. B. A. P. L. ANNO 1717. Jesus auf dem Ölberg zeigt das nächste Bild. Es trägt die Inschrift E´Ershiene Ihm aber Ein Engel Vom himel Vnd störkhet Ihn. P. M. V. M. I. K. Anno 1717. Das vierte Bild von links zeigt Maria in der Glorie. Sie ist von Engeln umgeben und es trägt die Inschrift Die heiligiste gebährerin gottes ist erhöchett über alle Chöre der Engelm. J. V. H. et H. H. U. or ANNO 1717. Das letzte zeigt eine Szene, in der ein Engel Daniel in der Löwengrube befreit. Die Inschrift auf diesem Bild lautet Michael Einer Von den Vornehbsten firsten kam mir zu hilf. Daniel Egger von hier. ANNO 1717.

### Kanzel

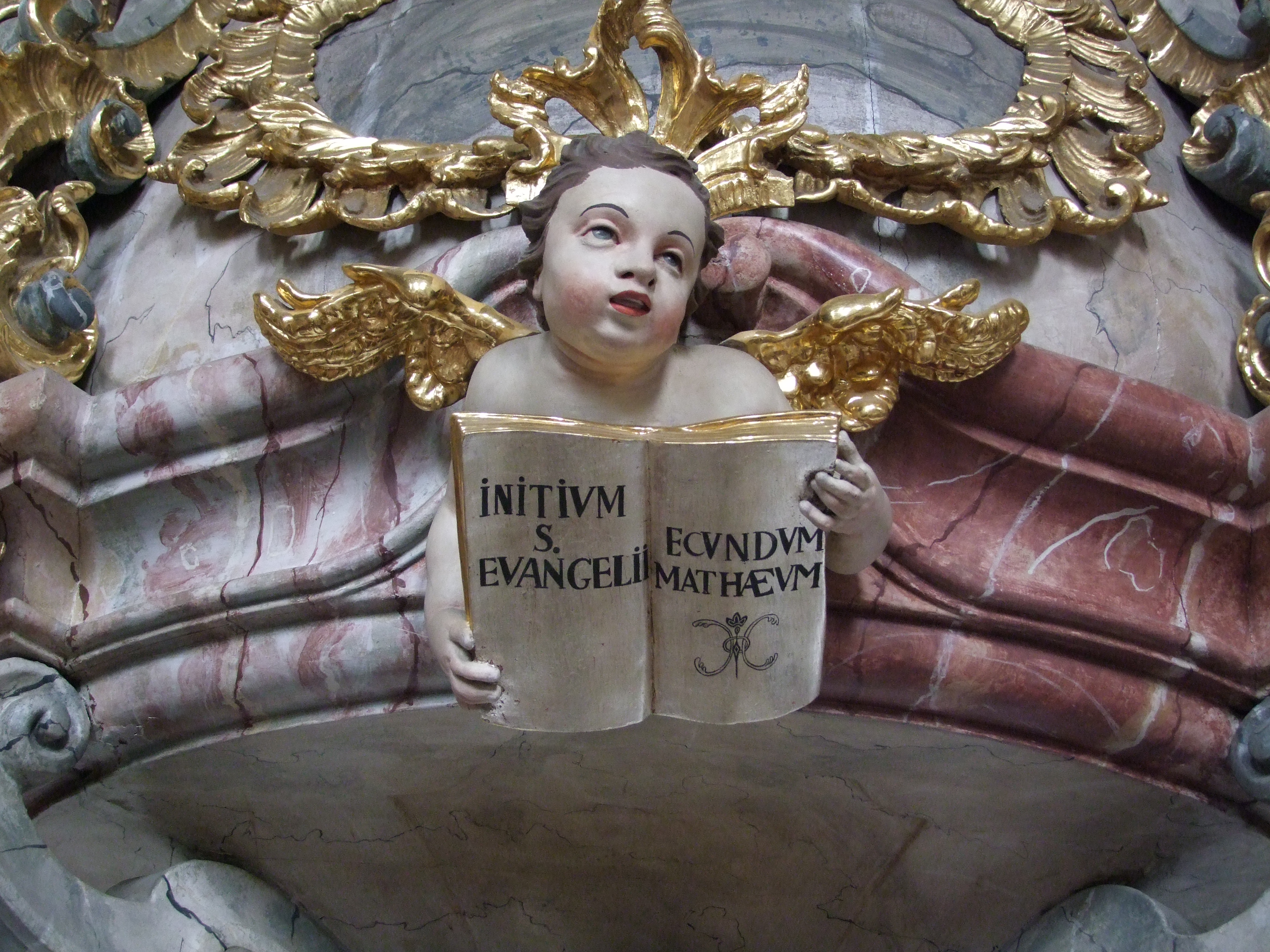
Der geflügelte Mensch als Symbol für den Evangelisten Matthäus

Die Kanzel befindet sich zwischen dem ersten und zweiten Joch an der Langhausnordwand und ist nur über den außen angebrachten Aufgang zu betreten. Sie wurde im dritten Viertel des 18. Jahrhunderts von Nikolaus Fickler aus Dösingen geschaffen. Das Holz ist in denselben Farbtönen wie die Seitenaltäre gefasst und mit reichem Rocailledekor bestückt. Über Volutenspitzen sind die vier Evangelistensymbole angebracht. Der Kanzelkorb ist gebaucht und zylindrisch und mit einer Volutengliederung und Schweiffeldern bestückt. Die Rückwand zwischen Kanzelkorb und Schalldeckel wird von Voluten begrenzt und besitzt eine Stichbogentür zum Aufgang. Der Schalldeckel ist in Form eines vorn eingerollten Gesimses mit Lambrequins gehalten. Darauf befindet sich eine Volutenspitze mit der Figur des heiligen Michael, der den Teufel besiegt. Zwischen den Voluten befindet sich ein üppiger Rocaillegiebel.

### Gestühl
Das schlichte Chorgestühl stammt aus dem Ende des 18. Jahrhunderts. Es ist mit gemalten Girlanden in den Feldern der Vorderbrüstung und am vasenbekrönten Schweifgiebel der Rückwand geschmückt. Die Schweifwangen besitzen einfaches, klassizistisches Schnitzdekor. Das Laiengestühl stammt aus der Zeit um 1717 und wurde von Alois Muhr aus Stockheim erstellt. Die geschwungenen Eichenholzwangen sind mit einem Akanthusrand geschmückt, oben befindet sich eine Volute. An den Vorder- und Rückbrüstungen sind Pilaster auf Konsolen sowie Felder mit einspringenden Ecken zu sehen. Unter der Empore sind die Gestühlreihen auf einem hölzernen ansteigenden Aufbau aufgebracht.

### Holzfiguren

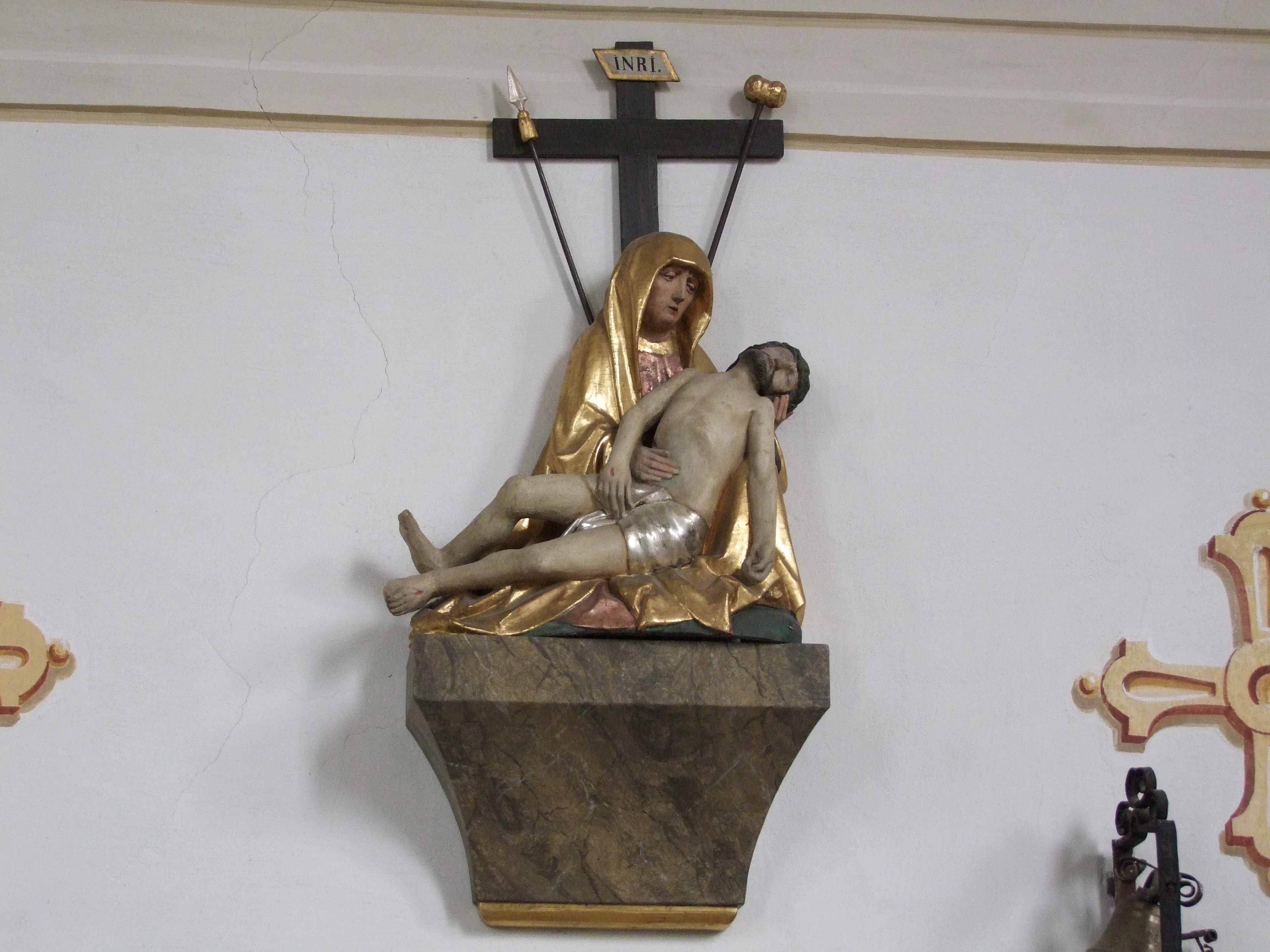
Spätgotische Pietá

Die Holzfiguren der Kirche sind allesamt gefasst. An den Langhauswänden befindet sich ein Apostelzyklus mit Maria und Christus Salvator. Die fast lebensgroßen Figuren sind weiß und golden gefasst und wurden 1721 von Joseph Donzl aus Holzhausen geschaffen. Sie stehen auf Volutenkonsolen mit den in geschnitzten Kartuschen befindlichen Namen der Dargestellten.
Im Chor sind weiß und golden gefasste Statuen des heiligen Johannes Nepomuk an der Nordwand und des seligen Johannes Sarkander an der Südwand zu sehen. Sie stehen auf neubarocken Konsolen mit Namenskartuschen, haben dieselbe Größe wie die Figuren des Apostelzyklus und stammen aus der Zeit um 1730 bis 1740. Das Vortragekreuz im Chor stammt aus der Mitte des 18. Jahrhunderts. Das Kruzifix an der Langhaussüdwand gegenüber der Kanzel wurde in der zweiten Hälfte des 18. Jahrhunderts geschaffen. Ein Vortragekruzifix stammt aus derselben Zeit. Aus dem Anfang des 18. Jahrhunderts stammt die Kreuzigungsgruppe mit dem Kruzifix, Maria und dem Apostel Johannes. Die Brettfiguren von Maria und Johannes stammen aus dem heiligen Grab und wurden in der Mitte des 19. Jahrhunderts gefertigt.
Die Pietà im Chorraum ist spätgotisch und wurde Anfang des 16. Jahrhunderts gefertigt. Auf neueren Prozessionsstangen befinden sich aus der Mitte des 18. Jahrhunderts stammende Figuren der Muttergottes und des heiligen Michael. Im Vorzeichen befindet sich eine vergitterte Ölbergszene mit neubarocken Figuren.

## Orgel
Die Orgel wurde 1949 von dem Orgelbauunternehmen Zeilhuber aus Altstätten eingebaut. Das Vorgängerinstrument stammte von Georg Behr aus Erling und wurde 1877 in die Kirche eingebaut. Der Orgelprospekt stammt von Abele aus Kaufbeuren.